# 湛北镇
湛北镇，是中华人民共和国河南省许昌市襄城县下辖的一个乡镇级行政单位。原为湛北乡，2023年撤乡设镇。行政区划代码改为411025110。 

## 行政区划
湛北镇下辖以下地区：
姜店村、李成功村、南姚村、山前徐庄村、北姚村、南十里铺村、七里店村、南武湾村、坡李村、侯楼村、山前杨庄村、山前姜庄村、古庄村、尚庄村、山前李庄村、马芳营村、南田庄村、南周庄村、丁庄村、前聂村和后聂村。